# Emboscada de Clonfin

El comtat de Longford va ser un lloc d'emboscades entre l'Exèrcit Republicà Irlandès i els soldats anglesos durant la Guerra d'Independència Irlandesa (1919-1921)

L'Emboscada de Clonfin va ser una emboscada duta a terme per l'Exèrcit Republicà Irlandès (IRA), el 2 de febrer del 1921 durant la Guerra d'Independència d'Irlanda (1919-1921). Va tenir lloc en la vila de Clonfin (o Coonfin), situada entre Ballinalee i Granard, al Comtat de Longford. Quatre membres de la Divisió Auxiliar de la Policia Irlandesa Reial (RIC) foren morts i 8 ferits.

## Context
La Columna Voladora del Nord de Longford de l'IRA amb 21 homes i menada per Séan Mac Eoin s'havia creat el 1920. Aquell any ja havien mort 4 policies del Royal Irish Constabulary (RIC). Al novembre, una companyia d'auxiliars - una força policíaca paramilitar formada per ex-oficials - havia estat situada en el comtat de Longford per posar fi a la ARI. Però forces arribaren en aquell lloc el gener de 1921. Si abans la ARI havia assajat d'operar en gran nombre, i sovint atacant comissaries de la policia, des d'aquell moment el Quarter General situat a Dublín va ordenar atacs més sovint però també més petits.
El lloc de l'emboscada, una via entre Granard i Ballinalee havia estat triat. Mac Eoin va triar un lloc on els emboscats eren ben protegits i poc vists pels britànic. El pla era de fer esclatar una mina mentre els camions britànics hi passaven. Després, els britànics digueren "que l'emboscada no era clara".

## L'atac

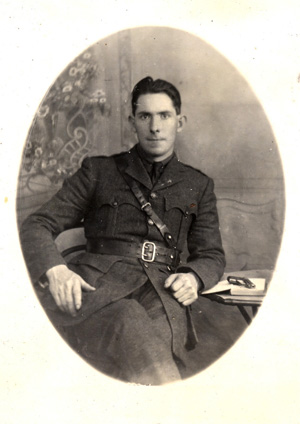
Séan Mac Eoin era el cap de la Columna Voladora del Nord de Longford de l'IRA i ordenà als seus homes d'atacar els camions britànics durant l'emboscada de Clofin, el 1921

La ARI (IRA) va fer esclatar l'artefacte explosiu improvisat mentre dos camions passaven sobre un pont i mataren aviat el conductor del primer camió. La ARI obrí foc sobre els camions durant dues hores. Un dels auxiliars pogué fugir per a fer venir més forces. Durant la lluita, quatre membres del grup de la IRA lluitaren al costat dels auxiliars britànics i en mataren el comandant, el lloctinent comandant Worthington Craven. Després de la seva mort, la resta de policies abandonaren la lluita. Quatre auxiliars havien estat morts i vuit ferits. Mac Eoin fou cavaller amb els presoners. Va dir que ho havien fet bé i no permeté que els seus homes els fessin mal. També aportà aigua per als ferits. Quan ell mateix fou agafat, tres auxiliars, que havien estat a Clonfin, declararen durant el judici, que a Clonfin havien estat ben ben tractats. Mac Eoin s'havia comportat bé amb els britànics i també havia fet que es perdés un temps preciós perquè gairebé 14 camions amb forces britàniques arribessin al lloc i els agafessin. Tanmateix es pogueren enfugir pels boscs de Clonfin. L'IRA havia pogut prendre 18 rifles, 20 revòlvers, una Lewis i 800 bales.

## Resultat
Després de l'emboscada, els britànics arribaren a les viles de Killoe, Ballinamuck, Drumlish, Ballinalee, Edgeworthtown, Granard i Ardagh per a intentar d'agafar els homes de la IRA. Cremaren algunes granges i cases van ser cremats i mataren a, Michael Farrell, un pagès en revenja de l'emboscada.
La columna voladora que va fer l'emboscada no va mirar de fer-ne més fins a la fi del mes. El cap de la IRA de Longford, Mac Eoin va ser pres a l'estació de trens de Mullingar a primers de març i va ser acusat de matar el policia del RIC DI Mgrath. Va alliberat perquè s'havia fet una treva per a provar de posar fi a les hostilitats.
S'erigí un monument posteriorment al lloc de l'emboscada. Els lluitadors eren Mac Eoin (Ballinalee), Sean Duffy (Ballinalee), James J. Brady (Ballinamuck), Tom Brady (Cartronmarvey), Paddy Callaghan (Clonbroney),Seamus Conway (Clonbroney), Pat Cooke (Tubber), Seamus Farrelly (Purth), Paddy Finnegan (Molly), Larry Geraghty (Ballymore), Mick Gormley (Killoe), Hugh Hourican (Clonbroney), Jack Hughes (Scrabby), Mick Kenny (Clonbroney), Paddy Lynch (Colmcille), John McDowell (Clonbroney), Jack Moore (Streete), Mick Molligan (Willsbrook), Michael F. Reynolds (Killoe), Sean Sexton (Ballinalee) i Jim Sheeran (Killoe).